# أمبير لي إتنغر
أمبير لي إتنغر (بالإنجليزية: Amber Lee Ettinger) هي عارضة ويوتيوبية وممثلة أمريكية، ولدت في 2 أكتوبر 1982 في هازلتون في الولايات المتحدة.

## وصلات خارجية
- أمبير لي إتنغر على موقع IMDb (الإنجليزية)
- أمبير لي إتنغر على موقع قاعدة بيانات الفيلم (الإنجليزية)